# Peders
Peders er et finsk guitarmærke fra Pedersöre / Pietarsaari, Finland. Peders guitarer har stor lighed med Landola guitarer. Landola er også fra Pietarsaari.
Modellen Marvin E er udstyret med indbygget pickup, equalizer og Schaller stemmemekanikker
Det er vanskeligt at finde information om Peders Guitarer og det er uvist om de stadig er i produktion.

## Ting
| Peders Guitar Marvin E forside  |
| Peders Guitar Marvin E forside. |

| Peders Guitar Marvin E bagside  |
| Peders Guitar Marvin E bagside. |

| Peders Guitar Marvin E label  |
| Peders Guitar Marvin E label. |

| Peders Guitar Marvin E hovede bagside  |
| Peders Guitar Marvin E hovede bagside. |

| Peders Guitar Marvin E Equalizer  |
| Peders Guitar Marvin E Equalizer. |